# Любовне гніздечко на колесах
Любовне гніздечко на колесах (англ. Love Nest on Wheels) — американська короткометражна кінокомедія Бастера Кітона 1937 року.

## Сюжет
Бастер — старший син у родині власників невеликого готелю. Але от біда — банк збирається відібрати будівлю готелю за несплату боргів, так що тепер Бастеру доведеться неабияк попітніти, заробляючи гроші для захисту сімейної спадщини від посягань бюрократів.

## У ролях
- Бастер Кітон — Елмер
- Майра Кітон — мама Елмера
- Аль Ст. Джон — дядько Джед
- Лінтон Брент — наречений
- Даяна Льюїс — наречена
- Бад Джемісон — кредитор
- Луїза Кітон — сестра Елмера
- Гаррі Кітон — брат Елмера